# Riacho das Almas
Riacho das Almas là một đô thị thuộc bang Pernambuco, Brasil. Đô thị này có diện tích 313,99 km², dân số năm 2007 là 18442 người, mật độ 58,73 người/km².